# 安特人
安特人是公元6世纪早期的东斯拉夫部落政权。他们居住在多瑙河下游、黑海西北地区（今摩尔多瓦和乌克兰中部）以及顿河周围地区（俄罗斯中南部）。学者们普遍将安特斯与考古学上的彭科夫卡文化联系起来。